# Magnézium-peroxid
A magnézium-peroxid egy szervetlen vegyület, amelynek összegképlete MgO2. A peroxidok közé tartozik. Színtelen, vízben gyakorlatilag oldhatatlan por. Erős oxidálószer. A kereskedelmi forgalomba kerülő magnézium-peroxid általában nem tiszta, hanem magnézium-oxidot (MgO) is tartalmaz.

## Kémiai tulajdonságai
A többi fém-peroxidhoz hasonlóan savakban oldódik, és hidrogén-peroxid keletkezik. A sósavban való oldásának a reakcióegyenlete:
{\displaystyle \mathrm {MgO_{2}+2\ HCl\rightarrow MgCl_{2}+H_{2}O_{2}} }
Már közönséges hőmérsékleten is bomlik, de melegítés hatására a bomlása még gyorsabb. Ekkor oxigén fejlődik, emiatt erélyes oxidálószer.

## Előállítása
A magnézium-peroxidot magnézium-hidroxid (vagy magnézium-oxid) vizes szuszpenziójából állítják elő, hidrogén-peroxiddal.
{\displaystyle \mathrm {Mg(OH)_{2}+H_{2}O_{2}\rightarrow MgO_{2}+2\ H_{2}O} }

## Felhasználása
A magnézium-peroxidot oxidáló- és fehérítőszerként alkalmazzák. Felhasználják a kozmetikában, a mezőgazdaságban és a gyógyszeriparban. Gyomorsavmegkötőként is alkalmazzák.

## Lásd még
- Nátrium-peroxid
- Bárium-peroxid